# Phylloscopus poliocephalus
Phylloscopus poliocephalus là một loài chim trong họ Phylloscopidae.